# Музеј наивне уметности „Илијанум”
Музеј наивне уметности „Илијанум” се налази у Шиду, отворен је 1970. године иницијативом Илије Башичевића Босиља (1895—1972), сликара и светског класика маргиналне уметности, као његов својеврстан легат.
Он се обратио писмом СО Шид, написаним 3. новембра 1970. године, па је потписивањем Даровног уговора између Илије Башичевића-Босиља и тадашњег председника општине Шид, 14. јануара 1971. године, почео свој живот Музеј наивне уметности „Илијанум” у Шиду.

## Оснивање музеја
За потребе смештаја и излагања поклоњене збирке, адаптирана је зграда некадашње школе ученика у привреди у ул. Моше Пијаде 25 (данас ул. Цара Лазара). У оно време тај простор је био један од најрепрезентативнијих у Шиду и као такав кориштен је и за склапање грађанских бракова, уз сагласност породице Башичевић.
Крајем осамдесетих година прошлог века кренуло се са адаптацијом објекта у ул. Школска 2 у Шиду (некадашња основна школа), намењеног смештају Музеја наивне уметности „Илијанум”. У овај објекат музеј се уселио 1991. године и у њему се налазио све до 2009. године. Те године, објекат у коме се музеј налазио враћен је, Решењем Дирекције за реституцију, Српској православној цркви. Решење за смештај музеја нађено је у адаптацији објекта у ул. Светог Саве бр. 5. Након што су радови приведени крају, сазнало се да је управо ову кућу (Винтерштајнова кућа, како је зову стари Шиђани) породица Башичевић видела као простор за смештај легата Илије Босиља. Тако је, након четрдесет година, стицајем разних околности, музеј стигао на место на коме је требало да буде од првог дана.

## Уметнички фонд музеја
Уметнички фонд музеја чини 338 уметничких дела (336 слика и 2 скулптуре од дрвета). Највећи део фонда чине 287 слике самог дародавца Илије Босиља. Преостало 51 дело из фонда музеја су дела других наивних уметника из земље и иностранства са којима је дародавац размењивао дела за живота, или су их сами уметници поклонили музеју (И. Генералић, Ј. Генералић, Е. Фејеш, М. Скурјени, М. Рашић, Ф. Филиповић, итд). Од 287 слика Илије Босиља, највећи број су слике рађене уљаним бојама, на различитим подлогама (дрво, платно, лесонит, картон, секурит, стакло) њих 227. Техником гваша рађено је 47 слика из фонда музеја (на папиру и картону), техником темпере 6 слика (на папиру и картону), једна слика је акварел на картону, једна је туш на папиру, а 5 слика су цртежи на лесониту и папиру.
Илија Башичевић је на својим сликама обрађивао различите теме. У фонду музеја најзаступљеније су слике са темама из Апокалипсе и Библије – њих 66, затим следи циклус Птице (56 слика), потом циклус Звери (42 слике), циклус  Илијада (36 слика), циклус који обрађује српске средњевековне митове и легенде, као и догађаје и личности везане за Косовску битку (32 слике), те циклус Летећи (18 слика). У фонду музеја се налази и 37 слика на којима су обрађене теме из свих претходних циклуса, али их је сам уметник издвојио својом ознаком G, јер су рађене техником гваша. 
Задатак музеја је, поред чувања, излагања и заштите свог уметничког фонда и прикупљање документарне грађе везане за живот и дело дародавца, стручна обрада фонда, те његово презентовање широј јавности путем предавања, трибина, пропагандног материјала итд. Поред сталне поставке у музеју се организују и гостујуће изложбе других наивних уметника, а такође и слике из фонда музеја се излажу у другим сродним установама у нашој земљи и иностранству.

## Галерија
- Слике из сталне поставке1
- Слике из сталне поставке2
- Слике из сталне поставке3